# Mezzo Desktop
Mezzo è un ambiente desktop creato da Ryan Quinn. Questo desktop environment rappresenta un nuovo modo di presentare i dati per l'utente ed utilizza FVWM come window manager.
Mezzo ha dei sistemi di menu nidificate e presenta tutte le informazioni, direttamente all'utente, tramite il desktop principale e quattro obiettivi posti agli angoli per le attività, i programmi, i file, e il cestino. Questo semplifica molto la funzione del desktop.
Inizialmente era disponibile solo per Symphony OS, successivamente è stato reso disponibile per Debian e derivate.